# Rabštejnská Lhota
Rabštejnská Lhota é uma comuna checa localizada na região de Pardubice, distrito de Chrudim.